# Mo (Fernsehserie)
Mo ist eine US-amerikanische Dramedy-Fernsehserie, die am 24. August 2022 auf Netflix erstausgestrahlt wurde. Die Serie zeigt den Stand-up-Komiker Mohammed Amer in der Hauptrolle. Die Serie basiert lose auf Amers eigenem Leben als Nachkomme eines palästinensischen Flüchtlings, der in Houston, Texas, lebt. Ramy Youssef ist Co-Autor der Serie.
Im Januar 2023 verlängerte Netflix die Serie um eine zweite und letzte Staffel. Diese erschien am 30. Januar 2025.

## Inhalt
Die Serie handelt von dem palästinensischen Flüchtling Mohammed Najjar, der in Houston lebt und auf Grund seines Asylstatus mit zahlreichen Problemen konfrontiert ist. Zu Beginn der Serie verliert er seine Anstellung, verkauft illegal Reproduktionen von Markenkonsumgütern und gerät in Kontakt mit der Organisierten Kriminalität. Zugleich werden private und persönliche Herausforderungen verhandelt. Nach dem Tod seines Vaters, von dessen während der Flucht erfolgten Folterung er erfährt, sieht sich Mo als das Familienoberhaupt. Außerdem leidet sein Bruder Sameer an Autismus. Seine Schwester, die einen Kanadier heiratete, hat sich von der Familie entfernt, kehrt allerdings im Verlauf der Serie wieder stärker in das Familienleben zurück. Mos Mutter Yusra  ist mit den Schwierigkeiten ihrer Kinder teilweise überfordert und versucht diese abzuschirmen. Am Ende der ersten Staffel gerät Mo nach Mexiko.
Mit Beginn der zweiten Staffel kann Mo zunächst nicht wieder in die USA einreisen, weil er keinen gültigen Aufenthaltstitel hat. Nach einiger Zeit in Mexiko-Stadt überquert er an einem Fluss – vermutlich der Rio Grande – illegal die Grenze, wird erwischt und in ein Flüchtlingslager verbracht. Als er nach Houston zurückkehren kann, erfährt er, dass seine frühere Partnerin Maria nun eine Beziehung mit einem jüdischen Amerikaner (Guy) eingegangen ist, der erfolgreich ein mediterranes Restaurant betreibt. Daraufhin geht Mo, vermittelt durch seinen Freund Hameed, eine Liaison mit einer Texanerin ein. Als Maria erfährt, dass Mo mit seiner Familie in deren Herkunftsort im Westjordanland reisen will, aber wegen seines Asylstatus nicht ausreisen kann, heiratet sie ihn und ermöglicht ihm die Reise. In Palästina sieht sich Mo schließlich mit den Schwierigkeiten der Bevölkerung durch die israelische Besatzungs- und Siedlerpolitik konfrontiert. Durch einen Rat seiner Mutter, die Ruhe zu bewahren und sich auf das Positive in seinem Leben zu besinnen, findet Mo zu sich selbst. Seine für die gesamte Serie prägenden emotionalen Ausbrüche kann er nun besser kontrollieren.

## Kritik
Beide Staffeln der Serie erhielten zusammen auf Rotten Tomatoes eine 97%ige Bewertung. Die erste Staffel allein erhielt eine 100%-Bewertung.
Die Frankfurter Allgemeine Zeitung bezeichnet die Serie als grandiose Liebeserklärung an Houston und urteilt, es sei „ein Vergnügen, mitanzusehen, wie Mo Amer […] in einer temporeichen Story ohne jede Multikulti-Sentimentalität drei Sprachen und vier oder fünf Kulturen vereint.“

## Besetzung

### Hauptrollen
- Mohammed Amer als Mohammed „Mo“ Najjar, der Hauptdarsteller
  - Ahmad Rajeh als junger Mohammed „Mo“ Najjar (Staffel 1)
- Teresa Ruiz als Maria, Mos Freundin
- Farah Bsieso als Yusra Najjar, Mos Mutter
- Tobe Nwigwe als Nick, Mos bester Freund
- Moayad Alnefaie als Hameed, Mos Freund
- Michael Y. Kim als Chien, Mos Tattoowierer und Drogendealer (Staffel 1)
- Lee Eddy als Lizzie Horowitz, die Rechtsanwältin der Najjars
- Cherien Dabis als Nadia „Née“ Robinson, Mos Schwester
  - Mariah Albishah als junge Nadia Najjar (Staffel 1)
- Omar Elba als Sameer Najjar, Mos Bruder

### Nebenrollen
- Paul Wall als Justizbeamter[7]
- Bun B als katholischer Priester[8]
- Bassem Youssef als Abood Rahman, Besitzer des Telekommunikationsgeschäfts
- Matt Rife als Botschaftsmitarbeiter
- Simon Rex als Guy, Marias Freund und Mos Rivale
- Macon Blair als Jack, ICE-Mitarbeiter
- Johanna Braddy als Austin
- Solvan Naim als Malone, ICE-Mitarbeiter
- Liza Koshy als Talia

## Auszeichnungen
- Gotham Award: 2022 (Kategorie Beste Serie – Kurzform (Laufzeit unter 40 Minuten))
- Peabody Award: 2022 (Kategorie Entertainment)